# 土岐成頼
土岐 成頼（とき しげより）は、室町時代から戦国時代の武将、守護大名。美濃国の守護。土岐氏第11代当主。法名は宗安。金森長近の曾祖父にあたる。

## 生涯
父については諸説あり（後述）。
康正2年（1456年）、美濃国守護・土岐持益が隠居をするに際して、その嗣子・持兼は早世していたため、継嗣の問題が起こる。揖斐基春、山岸貞朝らは、持兼の庶子・亀寿丸を擁立したが、土岐家の執事・斎藤利永はこれに反対し、土岐氏の一族・饗庭氏出身の成頼を家督につけた。左京大夫・美濃守となる。
第8代将軍足利義成（後の義政）から偏諱（「成」）を与えられて成頼と名乗る。
応仁元年（1467年）、応仁の乱が起こると成頼は8000余騎を率いて西軍方に属した。美濃本国は守護代の斎藤妙椿が守った。
同年8月、大内政弘の加勢により西軍が優位に立つと、東軍方の細川勝元は、西軍大名の本国を攪乱する戦術をとった。美濃国では、かつての守護代で斎藤氏との政争に敗れた西濃の富島氏が同地に侵攻した。
妙椿は富島氏・長江氏を破った上、東軍が幕府と朝廷を擁している以上、敵の拠点になる恐れがあるとして幕府奉公衆の所領をはじめ、公家や寺社の荘園と国衙領を押領し、国内を固めた。妙椿の勢力は尾張、伊勢、近江、飛騨まで広がり、成頼を意のままに動かし、更には西軍を左右するまでの存在になる。
文明5年（1474年）、成頼の子・土岐政康（九郎）が、富島光仲（常陸介）を従えて幕府に出仕した（『親元日記』）。幕府は、美濃国の幕府奉公衆にも成頼の討伐を命じており、同年、小笠原家長（幕府奉公衆・安八郡中河御厨の地頭）は、本家の信濃国守護・小笠原氏や木曽氏らとともに東濃に侵攻し、小井城（恵那郡）や荻島城（土岐郡）を落とした。
文明9年（1477年）、成頼は足利義視・義材父子を伴い美濃へ帰国した（義視・義材父子は、11年間、革手城に滞在している）。
文明12年（1480年）2月、妙椿が死去すると、その後継を巡って、斎藤利藤と斎藤利国（持是院妙純）との間で争いが起こった（美濃文明の乱）。利藤には幕府が後ろ盾となった一方、成頼は妙椿の遺言に沿い利国を支援した。同年11月、利国が斎藤宗家を継ぐことになり、利藤は幕府の庇護下に置かれることになった。
長享元年（1487年）に長享・延徳の乱が発生して第9代将軍・足利義尚による六角高頼親征が始まると、次の標的は義視父子を擁している自分であると考えた成頼は突如挙兵して美濃山中に立て籠もって幕府軍を迎え撃つ準備を始めた。結果的に義尚の病死によって六角攻撃そのものに失敗し、美濃侵攻は起こらなかった。
明応3年（1494年）、成頼は四男の元頼を溺愛し、嫡男の政房を廃嫡して元頼に家督を継がせようと小守護代石丸利光に元頼を擁立させ、政房を推す妙純と戦うが、妙純を説き伏せ、西尾直教を追放する形で一時的に和解させる（船田合戦）。
明応4年（1495年）6月、成頼は再び妙純と戦うが敗れる。同年7月、斎藤方と戦い敗走する。同5年（1496年）秋、安国寺（池田郡）で剃髪し、法名・宗安と名乗る。政房に家督を譲り、自身は城田之城に隠棲した。
明応6年（1497年）4月3日、死去。56歳。国文宗安瑞龍寺と号した。瑞龍寺に葬られた（『寛政重修諸家譜』では、河手の正法寺に葬られたとしている）。
実際には斎藤妙椿によって国政を牛耳られていたとはいえ、その在世中は船田合戦を引き起こした晩年期を除けば、美濃の内外における土岐氏の名声が非常に高まった時期でもあった。このため、多くの文化人が戦乱を避けて美濃に逃れてきた。しかし、斎藤妙純・利親父子は船田合戦終結後に石丸利光を支援した六角高頼を討つべく近江に遠征して戦死、土岐氏は国人の傀儡に過ぎなくなり、斎藤氏も衰退、美濃は混乱に見舞われることになるのである。

## 父についての諸説
成頼の父については、以下のように諸説ある。
- 『寛政重修諸家譜』では、饗庭義枚（備中守）の子とする[1]。
- 『不破郡史』は、土岐氏の一族・饗庭義教（備中守）の子とする[6]。
- 『美濃古戦記史考』は、所収の『土岐氏系図』（土屋武夫氏蔵・瑞浪市土岐町庄ヶ洞）の注釈で、一色義遠（兵部少輔）の子とも、土岐家支族・土岐（饗庭）元明（備中守）の子[注 5]ともいう、としている[25]。
- 『美濃国諸旧記』は、一色義遠の子、または饗庭元明の子とする説を載せている[26]。
- その他、佐良木光俊（持益の従弟）の子とする説がある[注 6]。

## 子について
『寛政重修諸家譜』では、以下の通りとする。
- 政房
- 定頼 - 大桑を称す。兵部大輔。
- 尚頼 - 佐良木を称す。三郎。
- 元頼 - 四郎。

## 瑞龍寺蔵・成頼像について
瑞龍寺が所蔵する成頼像の文中に「岐阜鍾秀」とあり、信長以前に「岐阜」が使われた史料として注目されている。

## 南宮神社（南宮大社）と一切経
成頼は、南宮神社を崇敬しており、当時の風潮により、一切経を奉納しようと発願した。長禄2年（1458年）6月、将軍義政より朝鮮勘合の許可を得て、使僧を派遣した。使僧は、李朝により高麗蔵経を入手し、同4年（1460年）3月、帰国した（このとき、ともに出発した朝鮮の使船二隻は、朝鮮と対馬の間で悪風のため破損した）。一切経は、一旦幕府に納められ、のち成頼に渡された。成頼は、これを南宮神社に奉納し、幕府へは謝礼として金5000疋を献じた。
のち、文明11年（1479年）、訓転供養を行った。そのときの供養碑が、神社の神宮寺・真禅院の境内に残っている。一切経自体は喪失している。